# Robert Grosvenor, 5:e hertig av Westminster
Robert George Grosvenor, 5:e hertig av Westminster, född 24 april 1910 i London, död 19 februari 1979 i Enniskillen i County Fermanagh, var en brittisk politiker och ädling.
Han var son till lord Hugh William Grosvenor (1884–1914) och dennes maka lady Mabel Chrichton (1882–1944), och sonson till Hugh Lupus Grosvenor, 1:e hertig av Westminster (1825–1899) och dennes andra maka lady Katherine Cavendish.

## Familj
Robert Grosvenor var från 1946 gift med Viola Maud Lyttelton (1912–1987), och efterträdde sin bror som hertig av Westminster 1967. Han var far till Gerald Grosvenor, den 6:e hertigen av Westminster.  
Barn:
- Lady Leonora Mary Grosvenor (1949– ); gift 1975 med Patrick Anson, 5:e earl av Lichfield (1939–2005) (skilda 1986)
- Gerald Cavendish Grosvenor, 6:e hertig av Westminster (1951–2016); gift 1978 med Natalia Ayesha Phillips (1959– )
- Lady Jane Meriel Grosvenor (1953– ); gift 1:o 1977 med Guy David Innes-Ker, 10:e hertig av Roxburghe (1954– ) (skilda 1990); gift 2:o 1996 med Edward William Dawnay (1950– )